# Fosso del Patollo
Il Fosso del Patollo è un rio (o fosso) umbro, affluente del Nestore in sinistra idrografica. 

## Descrizione
Scorre per 3,3 chilometri nel comune di Marsciano, in provincia di Perugia. Nasce nelle immediate vicinanze della frazione di Cerqueto e scorre verso sud fino a lambire l'abitato di Morcella, dove cede le proprie acque al Nestore. L'unico affluente è il Fosso dei Poggi, proveniente dalle campagne che sovrastano Morcella.

## Storia
Nel passato le acque del Fosso del Patollo venivano usate per alimentare il Mulino della Morcella.